# ضریب انتقال بار
ضریب انتقال بار(به انگلیسی: Charge transfer coefficient) کمیت بدون بعدی است که برای توصیف و بررسی سینتیک واکنش های الکتروشیمیایی به کار می رود.این کمیت در معادله بوتلر-ولمر به کار می رود.همچنین این کمیت با نماد α و β نمایش داده می شود.

## تعریف
بر اساس تعریف آیوپاک برای یک واکنش تک مرحله ای کاتدیک (αc)،ضریب انتقال بار کاتدی به صورت زیر تعریف می شود:
{\displaystyle {\frac {\alpha _{c}}{\nu }}=-\left({\frac {RT}{nF}}\right)\left({\frac {\partial ln(|I_{red}|)}{\partial E}}\right)_{T,p,c_{i,interface}}}
همچنین برای واکنش آندیک، ضریب انتقال بار آندی به صورت زیر تعریف می شود:
{\displaystyle {\frac {\alpha _{a}}{\nu }}=\left({\frac {RT}{nF}}\right)\left({\frac {\partial ln(|I_{ox}|)}{\partial E}}\right)_{T,p,c_{i,interface}}}
در این روابط:
- {\displaystyle \nu }:ضرایب استوکیومتری مواد در واکنش
- {\displaystyle R}: ثابت جهانی گازها
- {\displaystyle T}: دمای مطلق
- {\displaystyle n}: تعداد الکترون های منتقل شده
- {\displaystyle F}: ثابت فارادی
- {\displaystyle E}: پتانسیل الکترود
- {\displaystyle I}: جریان جزئی[۴][۵]